# Musée Miho
Le musée Miho (美秀美術館, Miho bijutsukan) est un musée privé d'antiquités situé dans la préfecture de Shiga, au nord de Kyoto, au Japon.

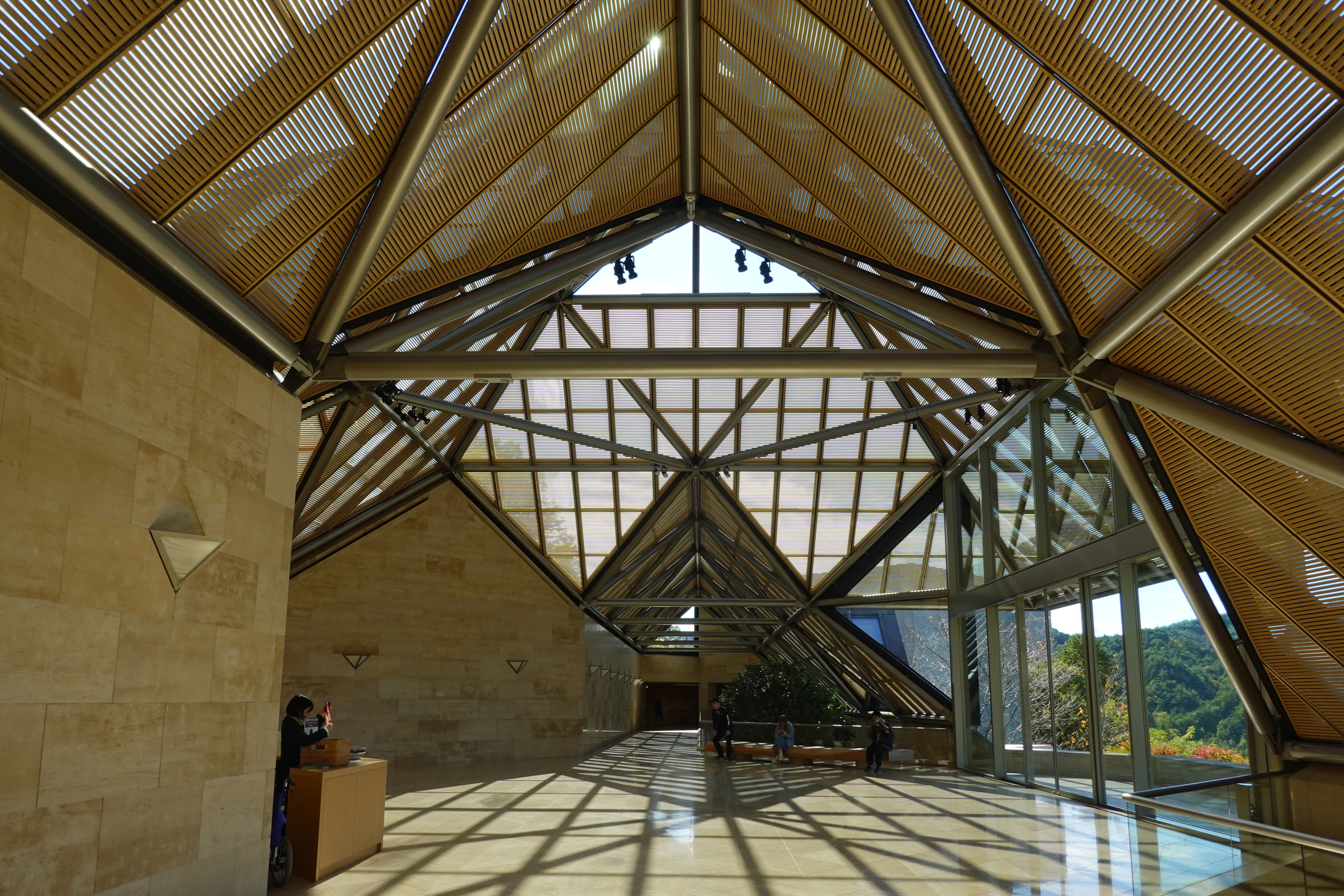
Intérieur du musée.

Il est le souhait de l'ancienne chef du culte shintoniste Shinji Shumeikai, Mihoko Koyama.
Maison Koyama, la famille de la fondatrice de la secte, a formé une fortune personnelle de cinquante milliards de yens par les dons de ses croyants (qui est appelé « sacrifice de soi »).
Le musée, inauguré en 1996, est l'œuvre d'Ieoh Ming Pei